# Бутылка (тюрьма)
«Бутылка» — народное название военно-морской тюрьмы на острове Новая Голландия в Санкт-Петербурге.

## История
В 1823—1829 годах по проекту А. Е. Штауберта на западной стрелке острова Новая Голландия было построено кольцеобразное в плане здание морской тюрьмы, которое автор называл «арестантской башней», а в народе прозвали «бутылкой» (отсюда якобы пошло выражение «лезть в бутылку»).

## Современность
В июле 2017 года в здании бывшей морской тюрьмы была проведена реставрация, на трёх этажах бывшей тюрьмы ныне расположены кафе, магазины, спортивные студии и салоны красоты.